# Quintin
Quintin är en kommun i departementet Côtes-d'Armor i regionen Bretagne i nordvästra Frankrike. Kommunen ligger i kantonen Quintin som tillhör arrondissementet Saint-Brieuc. År 2022 hade Quintin 2 743 invånare.

## Befolkningsutveckling
Antalet invånare i kommunen Quintin
Referens:INSEE